# 니시나리구
니시나리구(일본어: 西成区 니시나리쿠[*])는 일본 오사카부 오사카시를 구성하는 24개 구 중 하나이다.

## 역사
1925년의 오사카시 제2차 시역 확장 때 옛 니시나리군 이마미야정, 다마데정, 쓰모리촌, 고하마촌이 오사카시에 편입되었고 니시나리구가 성립되었다. 구명은 옛 군명에서 유래하였다.
1943년에는 오사카시의 행정구 분증구와 함께 인접하는 스미요시구와 구 경계를 일부 조정해 현재의 구역이 되었다.
메이지 시대까지는 우에마치 대지 서쪽에 펼쳐진 기즈강변의 농촌이었지만 다이쇼 시대 이후 오사카시의 확대와 함께 주택지, 공장지로 변모했다. 특히 하나조노정, 기시노사토, 다마데 등은 상가가 번창해 기즈강변은 섬유, 철공, 조선 등 목수장이 입지해 번영했지만 오일쇼크 이후 산업 구조 변화와 함께 활력이 저하해 기즈강변의 목수장은 대부분이 사라졌고 주택지도 노후화해 고령자가 대부분이 되었다.
니시나리구는 목조 아파트, 맨션, 공장이 많아 주택지와 공업 지구가 혼재한 변두리이지만 덴진노모리 지구는 아베노구에서 계속되는 한적한 주택지이기도 하다. 이렇게 니시나리구는 여러 가지 모습을 가지고 있다.

## 교통

### 철도
- 서일본 여객철도
  - 오사카 순환선·간사이 본선
    - (← 덴노지구 덴노지역) - 신이마미야역 - (나니와구 이마미야역 →)

- 오사카 메트로
  - 미도스지선
    - (← 나니와구 다이코쿠초역) - 도부쓰엔마에역 - (덴노지구 덴노지역 →)

  - 사카이스지선
    - (← 나니와구 에비스초역) - 도부쓰엔마에역 - 덴가차야역

  - 요쓰바시선
    - (← 나니와구 다이코쿠초역) - 하나조노초역 - 기시노사토역 - 다마데역 - (스미노에구 기타카가야역 →)

- 난카이 전기 철도
  - 본선
    - (← 나니와구 이마미야에비스역) - 신이마미야역 - 덴가차야역 - 기시노사토다마데역 - (스미요시구 고하마역 →)

  - 고야선
    - (← 나니와구 이마미야에비스역) - 신이마미야역 - 하기노차야역 - 덴가차야역 - 기시노사토다마데역 - (스미요시구 데즈카야마역 →)

  - 시오미바시선
    - 기시노사토다마데역 - 니시텐가차야역 - 쓰모리역 - 기즈가와역 - (나니와구 아시하라초역 →)

- 한카이 전기 궤도
  - 한카이선
    - (← 나니와구 에비스초역) - 신이마미야에키마에 정류장 - 이마이케 정류장 - 이마후네 정류장 - 마쓰다초 정류장 - 기타텐가차야 정류장 - 쇼텐사카 정류장 - 덴진노모리 정류장 - 히가시타마데 정류장 - 쓰카니시 정류장 - (스미요시구 히가시코하마 정류장 →)

### 도로
- 한신 고속도로
- 국도 제26호선
- 국도 제43호선